# Peter Michael (Eisschnellläufer)
Peter Michael (* 9. Mai 1989 in Wellington) ist ein neuseeländischer Inline-Speedskater und Eisschnellläufer.

## Werdegang
Michael begann seine Karriere als Inline-Speedskater und gewann bei Weltmeisterschaften vier Bronzemedaillen, drei Silbermedaillen und acht Goldmedaillen. Zudem holte er bei den World Games 2013 in Cali die Goldmedaille über 15000 m. Im World-Inline-Cup wurde er 2015 Zweiter und 2016 Dritter in der Gesamtwertung.
Als Eisschnellläufer startete Michael im November 2014 in Berlin erstmals im Weltcup und belegte dabei den 19. Platz im Massenstart und den sechsten Platz über 5000 m in der Division B. Bei den Einzelstreckenweltmeisterschaften 2015 in Heerenveen errang er den 12. Platz über 5000 m und den sechsten Platz im Massenstart. In der Saison 2015/16 gewann er das B-Weltcuprennen in Calgary über 5000 m und in Inzell über 1500 m. Seine beste Platzierung im A-Weltcup war der fünfte Platz über 5000 m in Inzell. Beim Saisonhöhepunkt den Einzelstreckenweltmeisterschaften 2016 in Kolomna kam er auf den 12. Platz über 10.000 m, auf den siebten Rang im Massenstart und auf den sechsten Platz über 5000 m. Zu Beginn der Saison 2016/17 holte er im Massenstart in Harbin seinen ersten Weltcupsieg. Es folgte ein dritter Platz in der Teamverfolgung in Nagano und in Astana ein weiterer Sieg über 5000 m. Im Januar 2017 gelangen ihn in Berlin der dritte Platz über 1500 m und der zweite Rang über 5000 m. Bei den Einzelstreckenweltmeisterschaften 2017 in Gangwon gewann er die Bronzemedaille über 5000 m und die Silbermedaille in der Teamverfolgung. Zudem belegte er dort den 22. Platz im Massenstart und den 13. Rang über 1500 m. Die Saison beendete er auf dem fünften Platz im Gesamtweltcup und im Massenstart-Weltcup und auf dem dritten Platz im Weltcup über 5000/10.000 m. In der Saison 2017/18 lief er in Heerenveen und in Salt Lake City jeweils auf den dritten Platz in der Teamverfolgung. Beim Saisonhöhepunkt, den Olympischen Winterspielen 2018 in Pyeongchang, wurde er 14. über 1500 m und Vierter über 5000 m.

## Persönliche Bestzeiten
- 500 m 37,44 s (aufgestellt am 28. Februar 2016 in Inzell)
- 1000 m 1:11,40 min (aufgestellt am 9. Januar 2022 in Inzell)
- 1500 m 1:44,96 min (aufgestellt am 9. Dezember 2017 in Salt Lake City)
- 3000 m 3:40,74 min (aufgestellt am 25. Februar 2017 in Inzell)
- 5000 m 6:09,68 min (aufgestellt am 10. Dezember 2017 in Salt Lake City)
- 10.000 m 12:58,07 min (aufgestellt am 21. November 2015 in Salt Lake City)

## Erfolge

### Olympische Spiele
- 2018 Pyeongchang: 4. Platz 5000 m, 4. Platz Teamverfolgung, 14. Platz 1500 m, 15. Platz Massenstart
- 2022 Peking: 12. Platz 10.000 m, 18. Platz Massenstart, 26. Platz 1500 m

### Einzelstreckenweltmeisterschaften
- 2015 Heerenveen: 6. Platz Massenstart, 12. Platz 5000 m
- 2016 Kolomna: 6. Platz 5000 m, 7. Platz Massenstart, 12. Platz 10.000 m
- 2017 Gangwon: 2. Platz Teamverfolgung, 3. Platz 5000 m, 13. Platz 1500 m, 22. Platz Massenstart
- 2019 Inzell: 6. Platz Massenstart, 8. Platz 10.000 m, 10. Platz 5000 m
- 2020 Salt Lake City: 8. Platz Teamverfolgung, 9. Platz 10.000 m, 19. Platz 5000 m, 19. Platz Massenstart
- 2021 Heerenveen: 5. Platz Massenstart, 7. Platz Teamverfolgung, 11. Platz 10.000 m, 13. Platz 5000 m
- 2023 Heerenveen: 16. Platz Massenstart
- 2024 Calgary: 6. Platz Massenstart, 9. Platz 5000 m

### Vier-Kontinente-Meisterschaften
- 2024 Salt Lake City: 5. Platz Teamverfolgung
- 2025 Hachinohe: 5. Platz Teamverfolgung, 7. Platz 5000 m, 8. Platz Massenstart

### Weltcupsiege
| Nr. | Datum            | Ort    | Disziplin |
| --- | ---------------- | ------ | --------- |
| 1.  | 2. Dezember 2016 | Astana | 5000 m    |